# Rantau Panjang (Enok)
Rantau Panjang is een bestuurslaag in het regentschap Indragiri Hilir van de provincie Riau, Indonesië. Rantau Panjang telt 1895 inwoners (volkstelling 2010).